# Levens Hall

Veduta di Levens Hall con i giardini circostanti

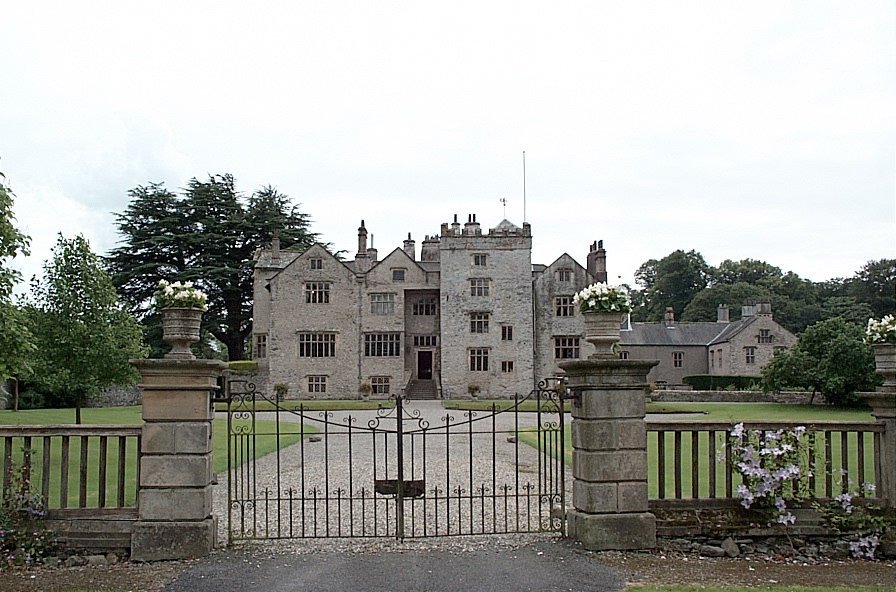
Facciata di Levens Hall

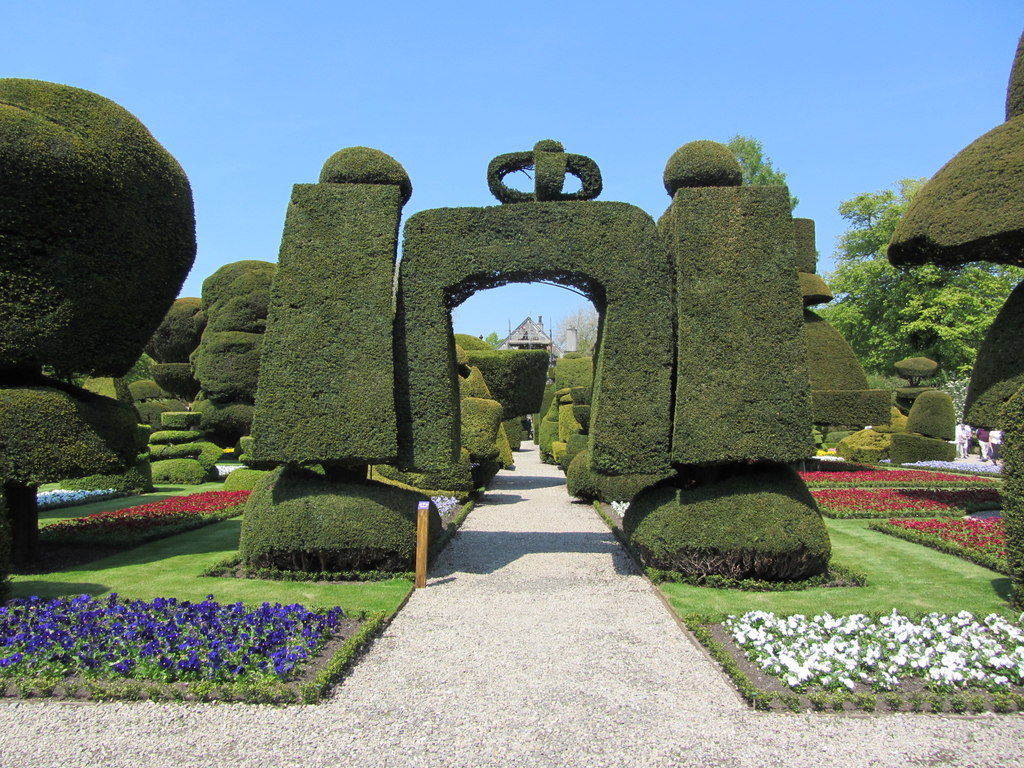
Giardini di Levens Hall

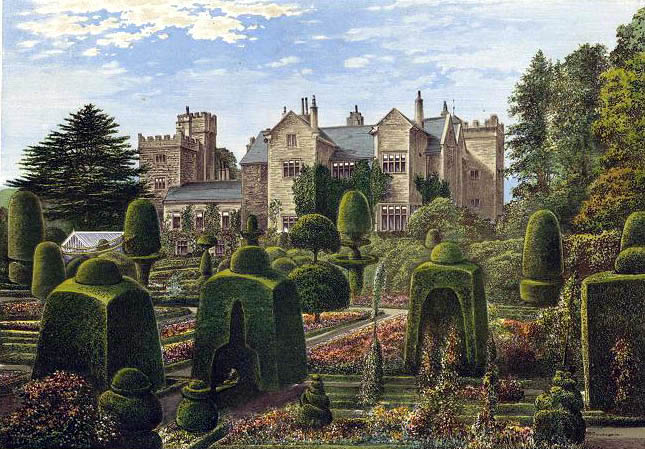
Levens Hall in un dipinto tratto dal libro Country Seats (1880) di Francis Open Morris

Levens Hall è una storica residenza in stile elisabettiano del villaggio inglese di Levens, nella contea della Cumbria (Inghilterra nord-occidentale), realizzata nel corso del XVI secolo dalla famiglia Bellingham ed ampliata nel XVII secolo.
L'edificio è classificato come palazzo di primo grado ed è di proprietà della famiglia Bagot. 

## Storia
In origine, si ergeva in loco una peel tower, realizzata nel XIII secolo o alla metà del XIV secolo dalla famiglia Redman come struttura difensiva contro i possibili attacchi degli Scozzesi.
Nel 1562 la tenuta venne ceduta dalla famiglia Redman ad Alan Bellingham.  La famiglia Bellinghma fece quindi realizzare attorno alla torre preesistente una casa di campagna con stanze decorate.
Nel 1688 la residenza venne ceduta dalla famiglia Bellingham, caduta in rovina pare dopo una fallimentare partita di carte, al colonnello James Grahme.   Quest'ultimo fece ampliare la struttura nel 1694, aggiungendovi all'interno un'ampia scala e all'esterno una casa per i domestici con annesso birrificio, ed incaricò Guillaume Beaumont, progettista dei giardini di Hampton Court, di realizzare dei giardini attorno al palazzo.
L'edificio passò in seguito, attraverso un matrimonio, alla famiglia Howard e, nel 1783, dopo il matrimonio di Frances Howard, a Richard Bagot.
Agli inizi del XIX secolo, venne aggiunta all'edificio una torre, progettata forse da Webster di Kendal.

## Architettura

### Esterni
La facciata principale è a due piani.
La residenza è circondata da giardini che rappresentano l'esempio più antico al mondo di ars topiaria. Nei giardini vi si trovano circa 30.000 piante da aiuola

### Interni
Le stanze sono abbellitte da dipinti di Jan Brueghel il Vecchio, Peter Paul Rubens e Antoon Van Dyck e le mura sono rivestite in pelle proveniente da Córdoba.
Negli interni si trovano inoltre dei cimeli di epoca napoleonica.

## Leggende
Secondo la leggenda, all'interno di Levens Hall si aggirerebbero alcuni fantasmi. Tra questi figurano la "Dama grigia", che apparirebbe davanti alle auto che si avventurano nei paraggi, il fantasma di una signora con un cappello rosso che apparirebbe ai bambini, e il fantasma di un cane.